# 동광초등학교 (제주)
동광초등학교는 대한민국 제주특별자치도 제주시에 있는 공립 초등학교이다.

## 학교 연혁
- 1993년 4월 26일 : 가칭 인제초등학교 설립
- 1994년 3월 1일 : 개교

## 참고 자료
- 동광초등학교 - 한국교육학술정보원 학교알리미